# Caseta Petita
La Caseta Petita és una masia d'Espinelves (Osona) inclosa a l'Inventari del Patrimoni Arquitectònic de Catalunya.

## Descripció
Edifici civil. Masia d'estructura complexa, coberta a dues vessants i amb el carener perpendicular a la façana, situada a llevant. Consta de planta baixa i un pis. A la part dreta de la façana sobresurt un cos formant L amb un portal d'arc rebaixat a la planta i diverses finestres. El portal principal, en el sector més reculat, és de forma rectangular de pedra, situat a l'angle Sud-est. La façana sud presenta un esglaonament, amb dos portals i dues finestres a la planta baixa, uns porxos sostinguts per pilars (pallissa) i dues finestres. La façana oest presenta també un esglaonament i petites espieres. La part nord es troba adossada al terraplè de la carretera i presenta tres finestretes al primer pis. La casa està deshabitada, però s'utilitza per a funcions agrícoles.

## Història
Masia situada a peu de la carretera de Vic a Sant Hilari, prop del límit del terme de Vilanova de Sau, en el collet de Collsesplanes, a 1000 m d'altitud.
Malgrat que no tenim cap data constructiva, és possible que sigui de l'època d'expansió demogràfica del municipi, entre els segles XVII i xviii.